# Wimar Jaeger
Marie Willem (Wimar) Jaeger (Delft, 11 april 1965) is een Nederlands politicoloog, ondernemer, politicus en bestuurder. Hij is lid van D66. Sinds 1 februari 2023 is hij waarnemend burgemeester van Zutphen en per 17 april 2025 is hij benoemd tot kroonbenoemde burgemeester van deze gemeente.

## Jeugd en opleiding
Jaeger is geboren in Delft in een gezin met twee broers en twee zussen. Zijn vader was werkzaam als ontwerper van schepen en om die reden heeft het gezin gewoond in Noorwegen en Indonesië. Op zijn vierde verhuisde het gezin naar Aerdenhout en in 1983 behaalde hij zijn vwo-diploma op het Coornhert Lyceum in Haarlem. In 1989 behaalde hij zijn doctoraal in politicologie aan de Vrije Universiteit Amsterdam.

## Maatschappelijke loopbaan
Jaeger onderbrak zijn studie een jaar voor de organisatie Jaeger een sponsortocht met een 36 persoons amfibifiets, door Engeland, over het Kanaal door Frankrijk, België naar Nederland om geld op te halen voor de bestrijding van kinderziektes in Burkina Faso, Afrika. Na zijn studie werkte Jaeger enkele jaren werkzaam als marketing manager bij enkele dochterondernemingen van Bührmann-Tetterode, waaronder bij de boekhandelsketen Bruna. In 1992 verhuisde hij met zijn vrouw naar San Salvador, El Salvador en was hij werkzaam als commercieel directeur van Ceteco, handelsketen (winkels groothandel en fabricage) in onder andere koelkasten, gasfornuizen en bedden. Hier werden zijn eerste twee kinderen geboren.
In 1996 verhuisde het gezin voor hetzelfde bedrijf naar Caracas, Venezuela, waar Jaeger derde kind werd geboren. In 1997 verhuisde het gezin naar Hilversum, waar zijn vierde kind werd geboren. Samen met een vriend kocht hij het middelgrote verpakkingsbedrijf Dekker Packaging in Almere. Dit bedrijf met ongeveer 100 werknemers was gespecialiseerd in de verkoop van machines en verpakkingslijnen en de daarvoor benodigde materialen voor verzend en transportverpakkingen. In 2007 werd dit bedrijf verkocht aan het Franse beursgenoteerde bedrijf Antalis.

## Politieke loopbaan
Jaeger is sinds 1989 lid van D66. In 2006 werd hij in Hilversum fractieassistent van D66 en ruim een jaar later werd hij er lid van de gemeenteraad. In 2010 werd hij gevraagd zich kandidaat te stellen voor de Tweede Kamerverkiezingen van 2010. en belandde als nummer 21 op de kandidatenlijst van D66. Van 2012 tot 2014 was hij wethouder in de gemeente Muiden, waar het oplossen van een miljoenenconflict met een vastgoedpartij en een gemeentelijke fusie met buurgemeenten, die belangrijkste opgaven waren. Van 2014 tot 2020 bekleedde hij dit ambt in Hilversum, waar de invoering van de nieuwe taken in het sociaal domein, de revitalisering als mediastad en de regionale positie van die gemeente centraal stonden.
Jaeger werd met ingang van 1 februari 2021 benoemd tot waarnemend burgemeester van Oostzaan, dat onder andere verwikkeld was in een ingewikkelde ondermijningszaak. Hiermee volgde hij Rob Meerhof op, die op 31 augustus 2020 aankondigde, na zijn eerste termijn als burgemeester van Oostzaan, per 28 januari 2021 te stoppen. Op 1 juni 2021 werd Marvin Polak burgemeester van Oostzaan. Met ingang van 7 december 2021 werd bij benoemd tot waarnemend burgemeester van Scherpenzeel. Deze gemeente was na een hoog opgelopen strijd voor behoud rond zelfstandigheid op zoek naar bestuurlijke rust, verbetering van de onderlinge relaties en een hernieuwd toekomstperspectief en samenwerkingsagenda. Op 15 december 2022 werd Marieke Teunissen burgemeester van Scherpenzeel.
Jaeger werd met ingang van 1 februari 2023 benoemd tot waarnemend burgemeester van Zutphen voor de duur van minimaal een jaar als opvolger van Annemieke Vermeulen, die niet werd voorgedragen door de gemeenteraad van Zutphen voor een tweede termijn en derhalve haar ambt neerlegde op 23 december 2022. Op 17 februari 2025 werd hij door de gemeenteraad van Zutphen voorgedragen als kroonbenoemde burgemeester van Zutphen. Op 28 maart 2025 werd bekendgemaakt dat de minister van Binnenlandse Zaken en Koninkrijksrelaties hem heeft voorgedragen voor benoeming per 17 april 2025, op welke dag hij wordt geïnstalleerd.

## Nevenfuncties
Jaeger vervulde verschillende bestuurlijke functies bij scholen, welzijnsorganisaties (bestuur en medezeggenschap) en binnen de politieke partij D66. Vanuit zijn bestuurlijke rollen was hij qualitate qua betrokken bij diverse semipublieke organisaties, waaronder de Economic Boards van Almere, Amsterdam en Utrecht en Regionale Ontwikkelings Maatschappijen (ROM-Utrecht). Jaeger is sinds 2017 voorzitter van het Nederlands Dachau Comité, een Tweede Wereldoorlog herdenkingscomité en vervult sinds 2019 het voorzitterschap van de Vereniging voor Wetenschapsmusea en Science Centres (VSC).

## Persoonlijk
Jaeger is getrouwd en heeft vier kinderen. Hij houdt van hardlopen, schaakspelen verzamelen, lezen (Geert Mak, F. Springer, Arthur Japin) en muziek (klassiek, jazz).